# Disney Channel (Romania)
Disney Channel è un canale televisivo rumeno di proprietà della Walt Disney Company e versione locale della rete statunitense omonima.
È disponibile in Romania e in Moldavia. Tuttavia l'area di copertura del canale si estende anche in Bulgaria, la cui versione locale presenta una traccia audio aggiuntiva in lingua bulgara.

## Storia
Nel 2005 la Disney decide di acquistare il canale Fox Kids e di trasformare il nome in Jetix mantenendo la stessa programmazione. La rete cambia nuovamente nome il 19 settembre 2009, diventando Disney Channel stavolta cambiando le trasmissioni.
La maggior parte degli spot pubblicitari sono presentati da Ionuț Ionescu e Alexandra Radu e il doppiaggio avviene con lo studio Fast Production Film e Ager Film.

## Palinsesto (parziale)

### Non in onda
- 101 Dalmatian Street
- Aaron Stone
- A casa di Raven
- American Dragon: Jake Long
- A.N.T. Farm - Accademia Nuovi Talenti
- Art Attack
- A tutto ritmo
- Austin & Ally
- Best Bugs Forever
- Best Friends Whenever
- Binny e il fantasma
- Bizaardvark
- Brandy & Mr. Whiskers
- Brian O'Brian
- Buona fortuna Charlie
- Callie sceriffa del West
- Chapi Chapo
- Coop & Cami: A voi la scelta
- Coppia di re
- Crash & Bernstein
- Dog with a Blog
- Due fantagenitori
- Fish Hooks - Vita da pesci
- Gabby Duran Alien Sitter
- Gatto contraffatto
- Ghostforce
- Girl Meets World
- Gravity Falls
- H2O
- Hank Zipzer - Fuori dalle righe
- Hannah Montana
- I 7N
- I'm in the Band
- I maghi di Waverly
- I segreti di Sulphur Springs
- In giro per la giungla
- Jake & Blake
- Jake e i pirati dell'Isola che non c'è
- Jessie
- Jimmy Jimmy
- Jonas L.A.
- Just Roll With It
- K.C. Agente Segreto
- Kick Chiapposky: Aspirante Stuntman
- Kickin' It - A colpi di karate
- Kid vs. Kat - Mai dire gatto
- Kim Possible
- L'inarrestabile Yellow Yeti
- Lab Rats
- La casa di Topolino
- La mia babysitter è un vampiro
- Le cronache di Evermoor
- Little Lulu Show
- Liv e Maddie
- Mako Mermaids - Vita da tritone
- Mermaid Melody Pichi Pichi Pitch
- Mighty Med - Pronto soccorso eroi
- Phineas e Ferb
- Randy - Un Ninja in classe
- Rapunzel - La serie
- Sadie e Gilbert
- Sesamo apriti
- Sofia la principessa
- Sonny tra le stelle
- Soy Luna
- Stoked - Surfisti per caso
- The Ghost and Molly McGee
- The Replacements - Agenzia sostituzioni
- The Zhu Zhu Pets
- Topolino che risate!
- Una strega imbranata
- Violetta
- Wander
- Wolfblood - Sangue di lupo
- Zack e Cody al Grand Hotel
- Zack e Cody sul ponte di comando
- Zeke e Luther
- Zile de vară

### In onda[3]
- Alex & Co.
- Anfibia
- Boy Girl Dog Cat Mouse Cheese
- Cavaliere per caso
- Descendants: Wicked World
- Droners
- Eroi a metà
- Cercami a Parigi
- Criceto e Gretel
- Hailey C'é!
- I cattivi di Valley View
- I Greens in città
- Kiff
- Marco e Star contro le forze del male
- Mickey Mouse
- Miraculous - Le storie di Ladybug e Chat Noir
- Monsters & Co. la serie - Lavori in corso!
- Summer Camp
- Taffy
- The Owl House - Aspirante strega
- Una strega imbranata
- Zombies: The Re-Animated Series
- Viking Skool

### Film

Logo dei Disney Channel Original Movie

Oltre per le serie televisive e i cartoni, il palinsesto di Disney Channel si contraddistingue anche per la visione di film. I titoli sono gli stessi della programmazione statunitense, solamente doppiati in romeno.

## Diffusione
Il canale è disponibile via cavo grazie alle piattaforme Digi TV e UPC Romania.

## Altre versioni

### Disney Junior
Lanciato il 19 settembre 2009 come "Playhouse Disney", il 1º giugno 2011 diventa "Disney Junior". Trasmette programmi per bambini della prima infanzia come "Manny tuttofare", "I miei amici Tigro e Pooh", "Little Einsteins" e "Imagination Movers".

### Disney.ro
Nel sito ufficiale si possono trovare giochi, quiz e la guida televisiva.